# 두클라 고개 전투
두클라 고개 전투(언어 오류(cz): Karpatsko-dukelská operace, 러시아어: Восточно-Карпатская операция, 헝가리어: Duklai csata)는 1944년 9월 8일부터 10월 28일까지 폴란드-슬로바키아 국경 지역에 있는 두클라 고개를 차지하기 위해 제2차 세계 대전 중 나치 독일과 소련이 벌인 전투였다. 작전의 주요 목표였던 슬로바키아 봉기를 지원하는 것에는 실패했지만, 이 전투를 통해 우크라이나가 완전히 해방되었다.
동부 카르파티아 지역의 독일군의 저항은 예상보다 훨씬 강했다. 9월 8일에 시작된 전투에서 소련군은 10월 6일까지 두클라 고개 반대편으로 넘어가지 못했고, 독일군은 10월 10일경이 되어서야 저항을 멈추었다. 프레쇼우까지 5일이 걸릴 것으로 예상했지만, 스비드니크까지 가는데만 50일이 되었고, 양측 모두 70,000명 이상의 사상자가 발생했다. 전투 후 6일 후에 도달할 예정이었던 프레쇼우는 1945년이 되어서야 체코슬로바키아가 다시 점령하게 되었다. 이 전투는 슬로바키아 역사상 가장 치열한 전투 중 하나로 손꼽히며, 카피초바, 치로바, 이블라, 글로비스체를 묶어서 "죽음의 고개"라고 부르기도 한다.

## 전투 서열

### 소련
1944년 르보프-산도미에시 작전 완료 후, 소련군은 적을 추격하는 동안 이반 코네프가 이끄는 제1우크라이나 전선군의 좌익 부대가 동부 카르파티아산맥의 산기슭에 도달하여 크르니차즈드루이, 사노크, 스콜레, 크라스노일스크의 북서쪽 방어선에 자리를 잡았다. 소련-체코슬로바키아 연합군은 병력 246,000명, 5,140개의 총과 박격포, 322대의 전차와 자주포, 1,165개의 전투기를 보유하고 있었다.

### 독일
1944년 9월 25일까지 제1기갑군 및 헝가리 제1군으로 구성된 하인리히 군단이 소련군의 공격을 방어했다. 독일-헝가리 연합군은 3,250개의 대포와 박격포, 100개의 전차와 구축전차, 450대의 항공기를 가지고 있었다.